# Вулиця Драгоманова (Київ)
Ву́лиця Драгома́нова — вулиця в Дарницькому районі міста Києва, житловий масив Позняки. Пролягає від Здолбунівської вулиці до проспекту Петра Григоренка.
Прилучаються вулиці Олени Пчілки, Анни Ахматової та Олександра Кошиця.

## Історія
Вулиця виникла в 1980-х роках під назвою Нова. Сучасна назва на честь українського публіциста, історика, філософа і громадського діяча Михайла Драгоманова — з 1989 року. Забудова з 1989 року.
До 1957 року ім'ям Михайла Драгоманова називалася вулиця і провулок на Воскресенській слобідці (ліквідовані в зв'язку зі знесенням старої забудови).

## Установи та заклади
- Парк культури і відпочинку «Позняки»;
- Гімназія № 315 з поглибленим вивченням іноземних мов;
- Слов'янська гімназія;
- Ліцей № 303;
- Дитячий садок № 314 «Капітошка»;
- Торговий Центр «Центрум»;
- Торговий центр "АШАН";
- Фітнес-клуб "Sport Life";
- Фітнес-парк "Озеро Лебедине".

## Парки
В кінці вулиці (в південній її частині) знаходяться 2 парки - парк "Позняки" та фітнес-парк "Озеро Лебедине".

## Спорт
За адресою вул. Драгоманова, 40г знаходиться Фітнес-клуб "Sport Life" Позняки. Один із найкращих басейнів на лівому березі Києва (має 8 доріжок для плавання). 

## Зображення

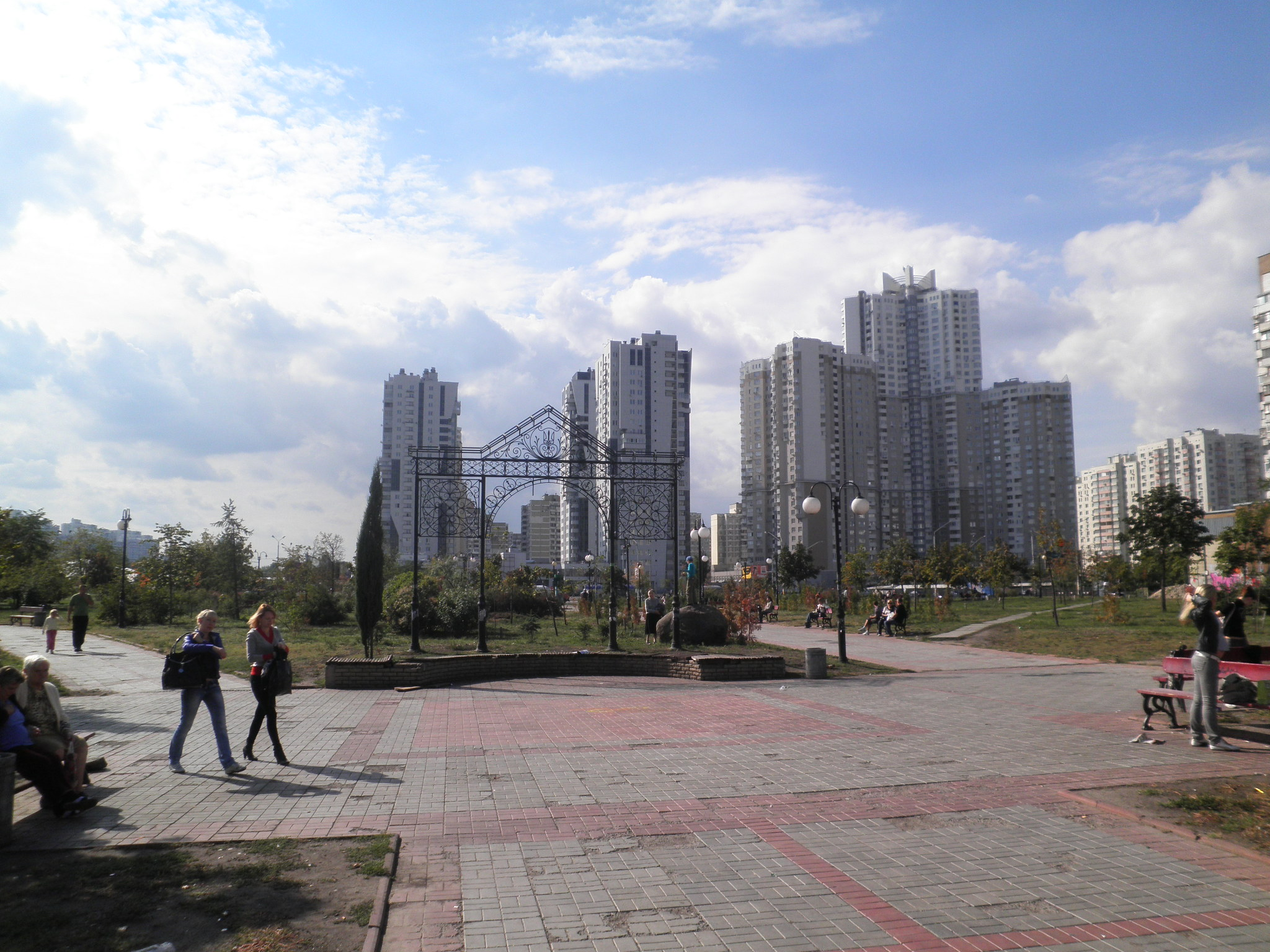
Парк «Позняки»
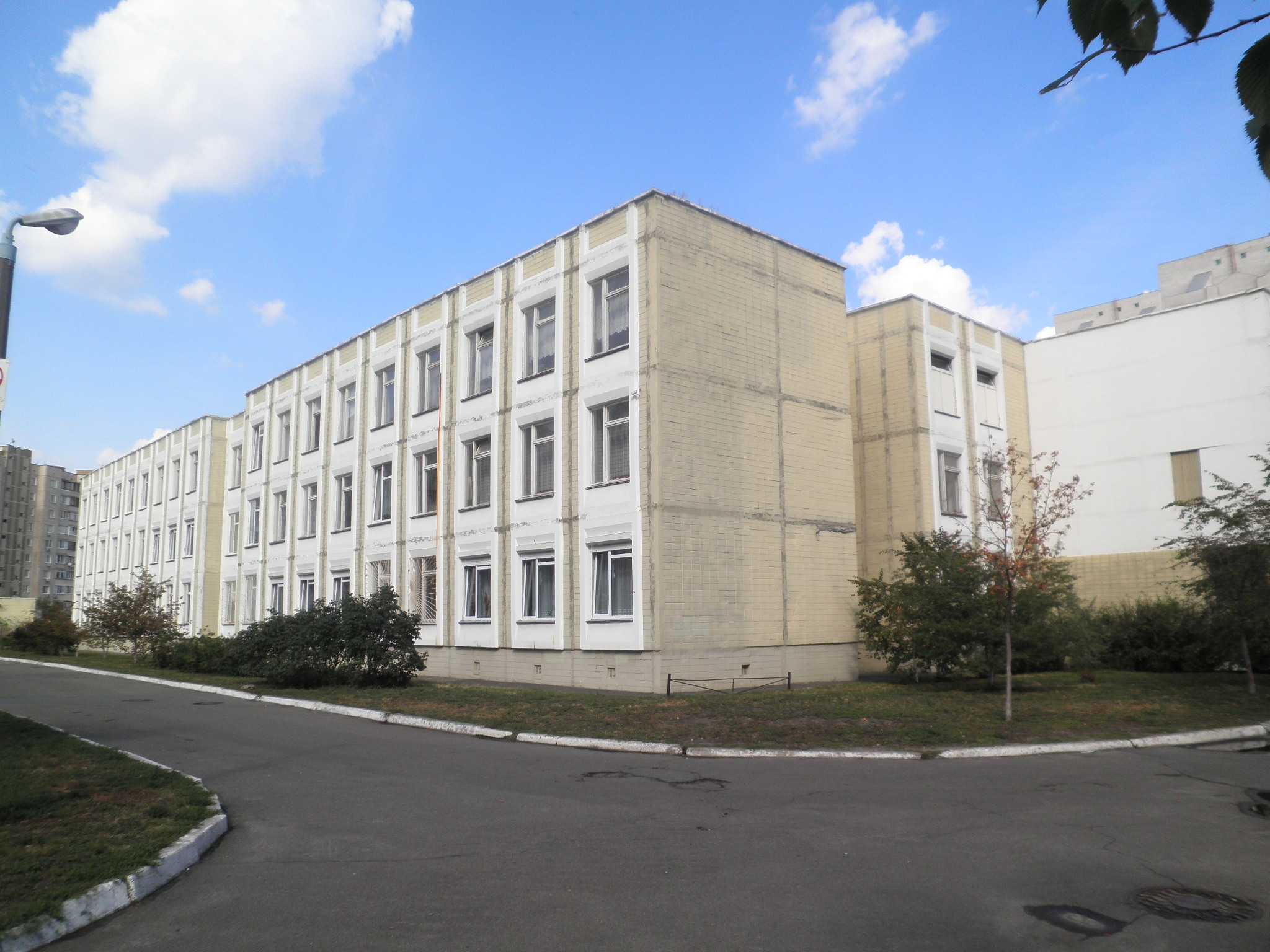
Гімназія № 315
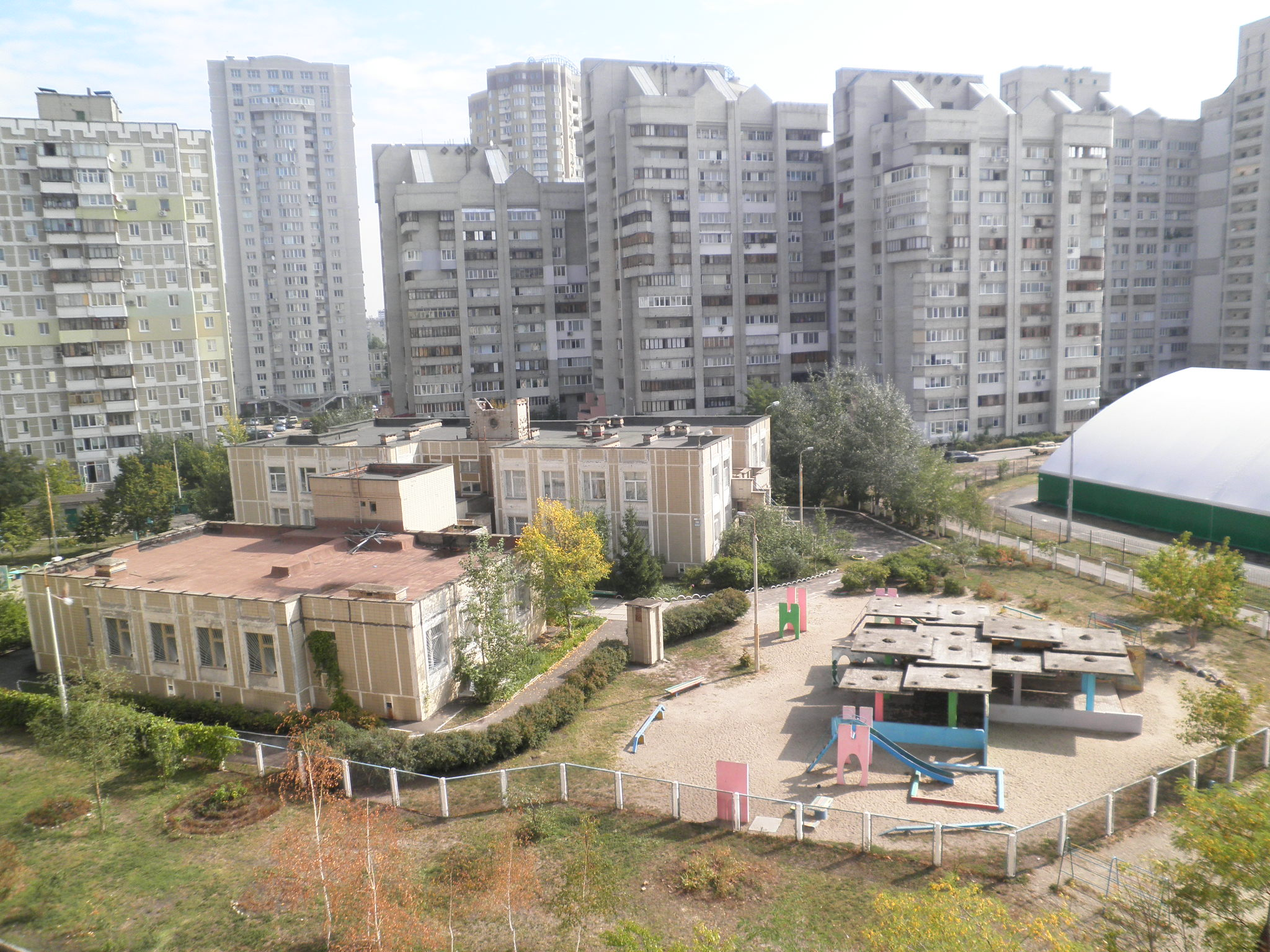
Дитячий садок № 314 «Капітошка»
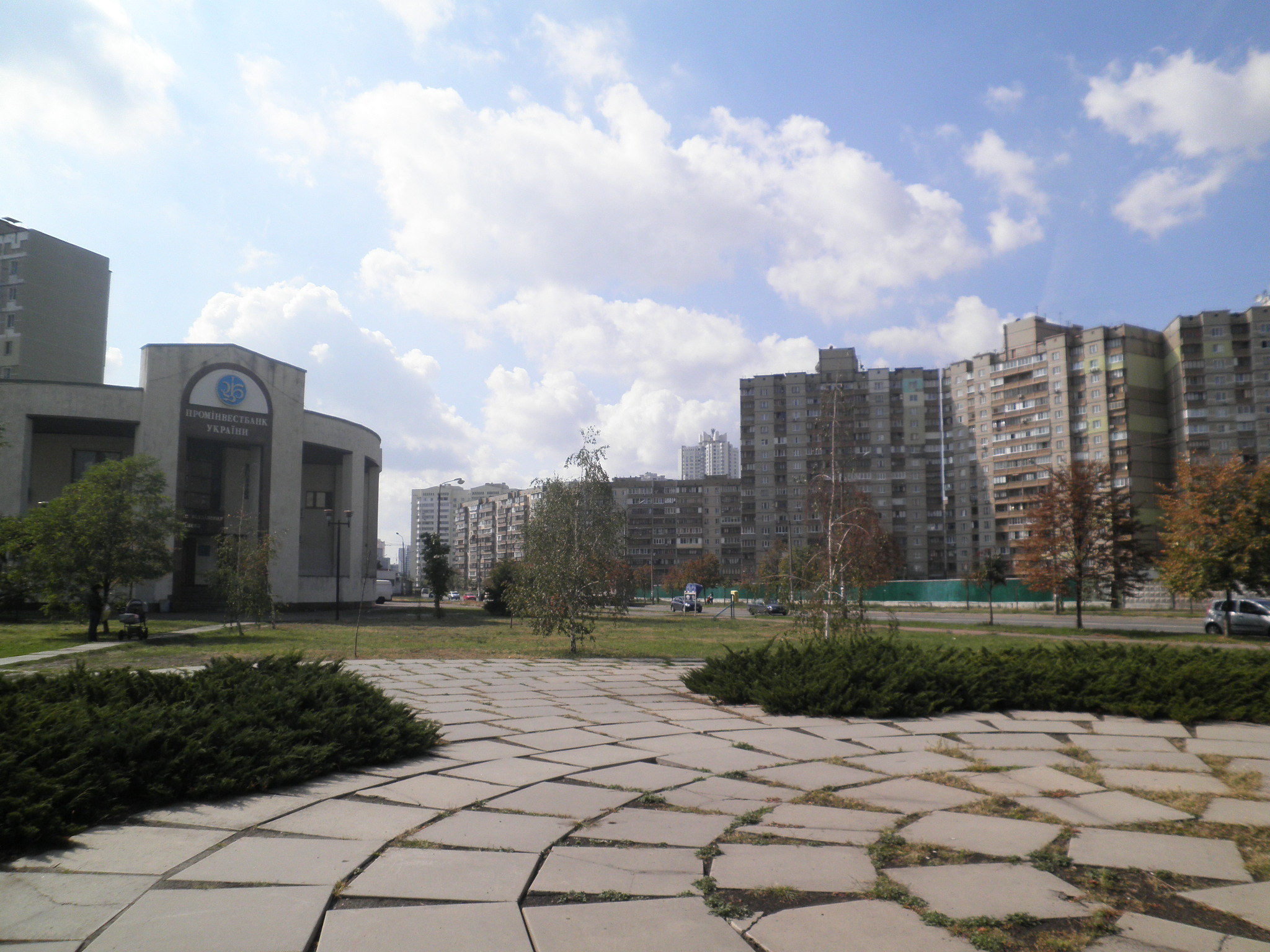
Харківське відділення ПАТ «Промінвестбанк»
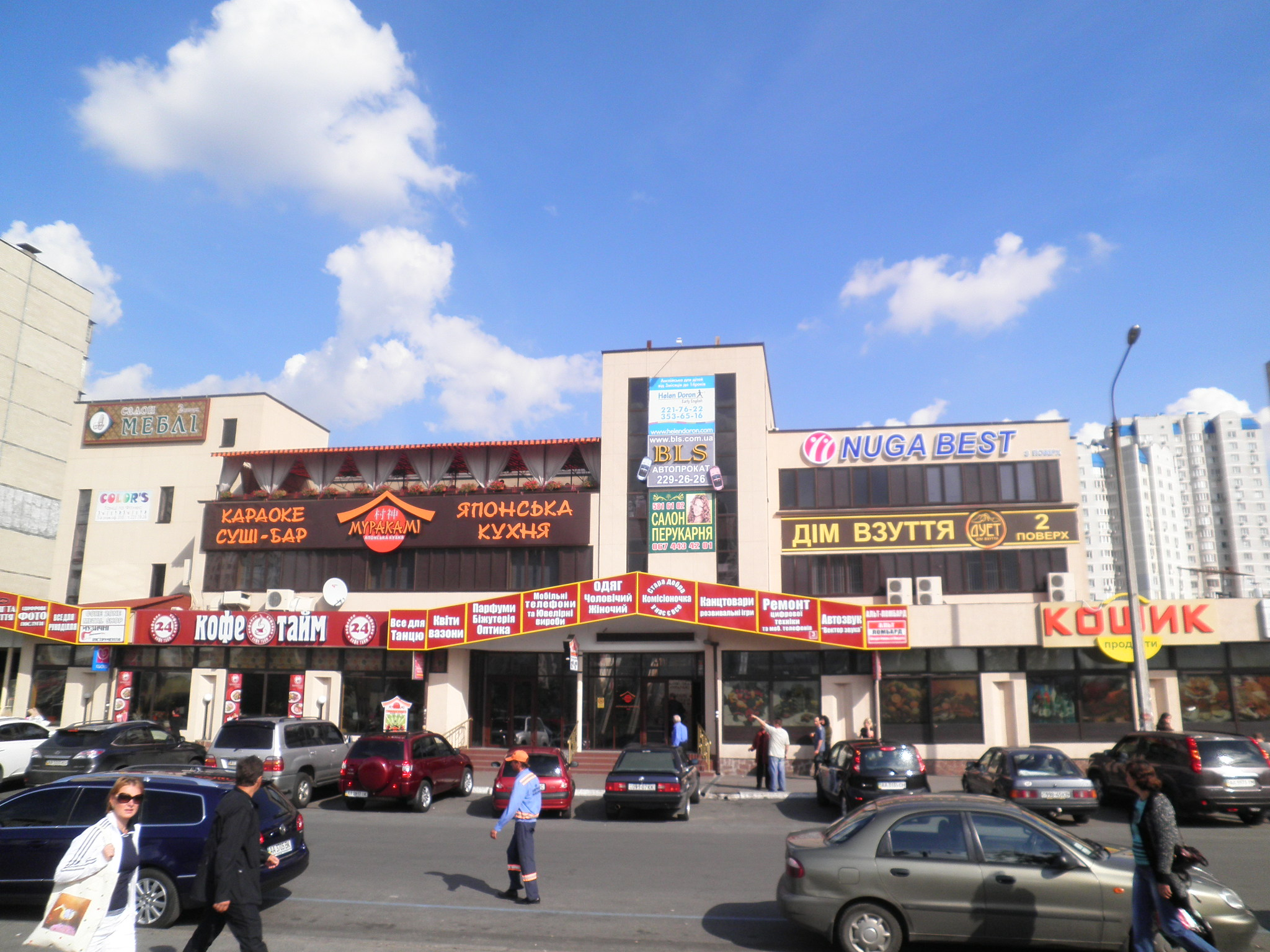
Торговий Центр «Центрум»